# Wegenstedt
Wegenstedt ist ein Ortsteil der Gemeinde Calvörde im Landkreis Börde in Sachsen-Anhalt.

## Geografie
Wegenstedt liegt rund 6 km westlich vom Flecken Calvörde am Rande des Naturparks Drömling. 
Im Süden liegt das Dorf Grauingen und im Osten die Calvörder Berge. Durch das Gebiet des Ortsteils fließt die Spetze. Als Wohnplatz der ehemaligen Gemeinde wurde Kolonie Wegenstedt ausgewiesen.

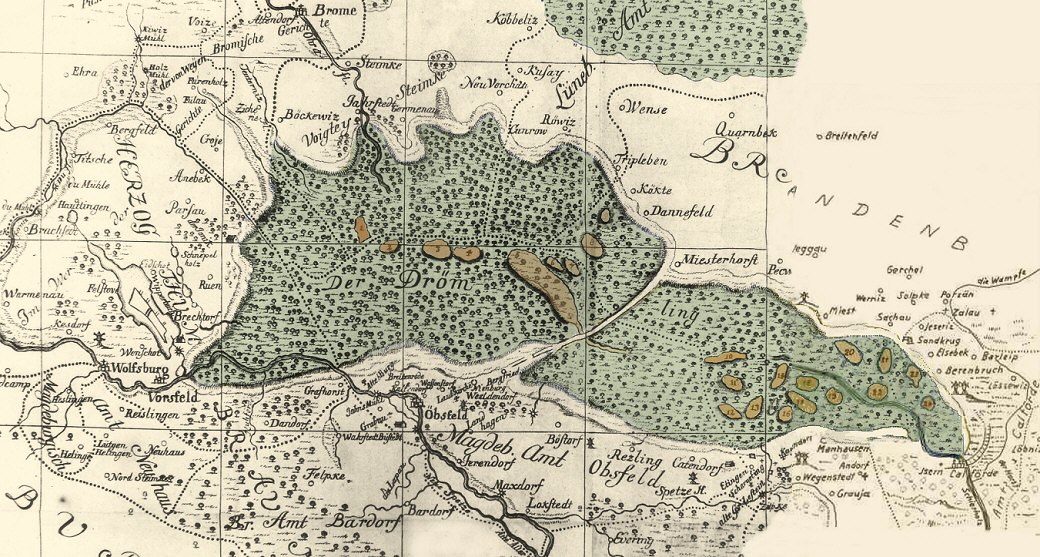
Lage von Wegenstedt am Rande des Drömlings, Zeichnung vom Wegenstedter Pädagogen Samuel Walther von 1737

## Geschichte

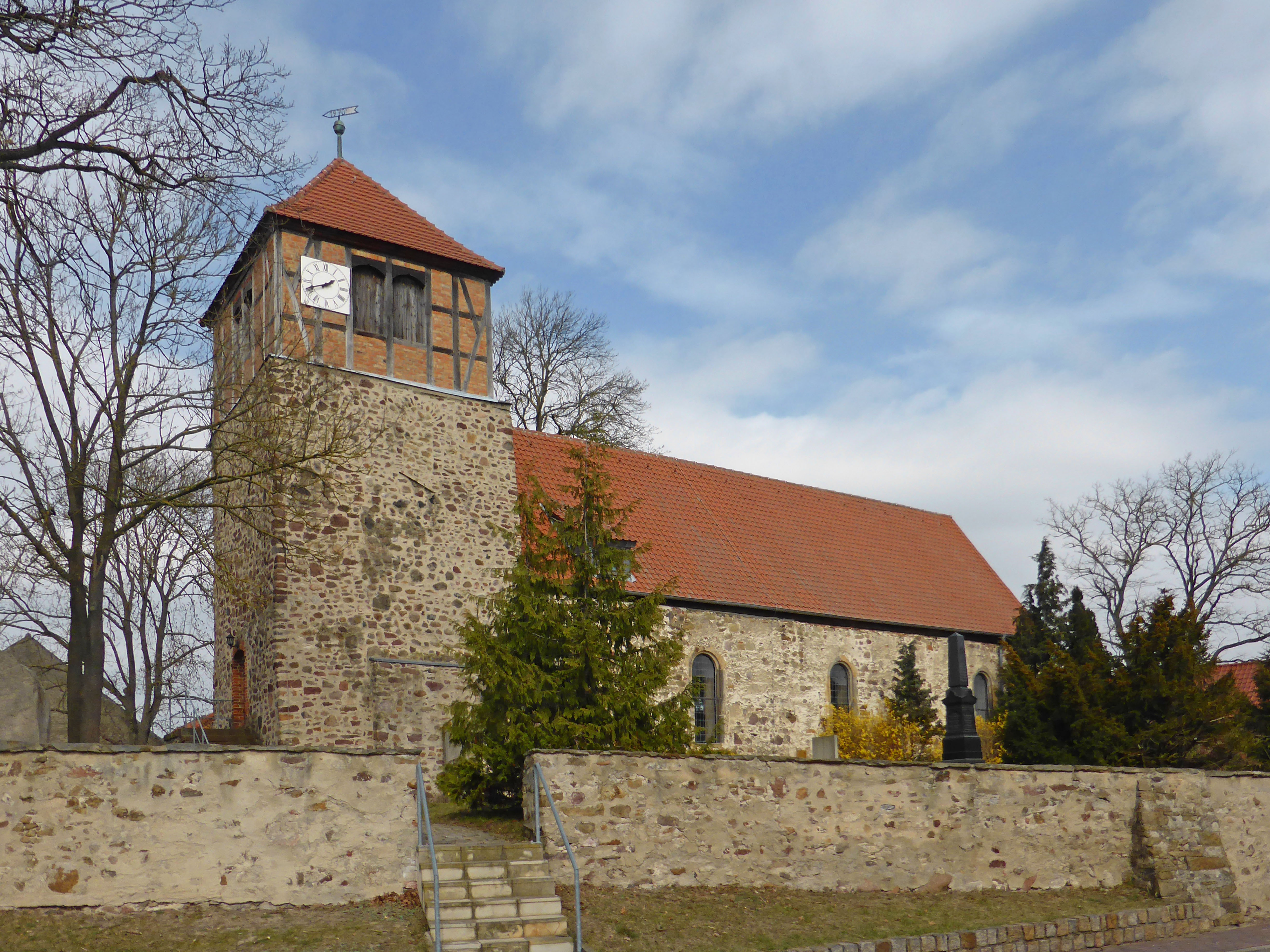
Dorfkirche

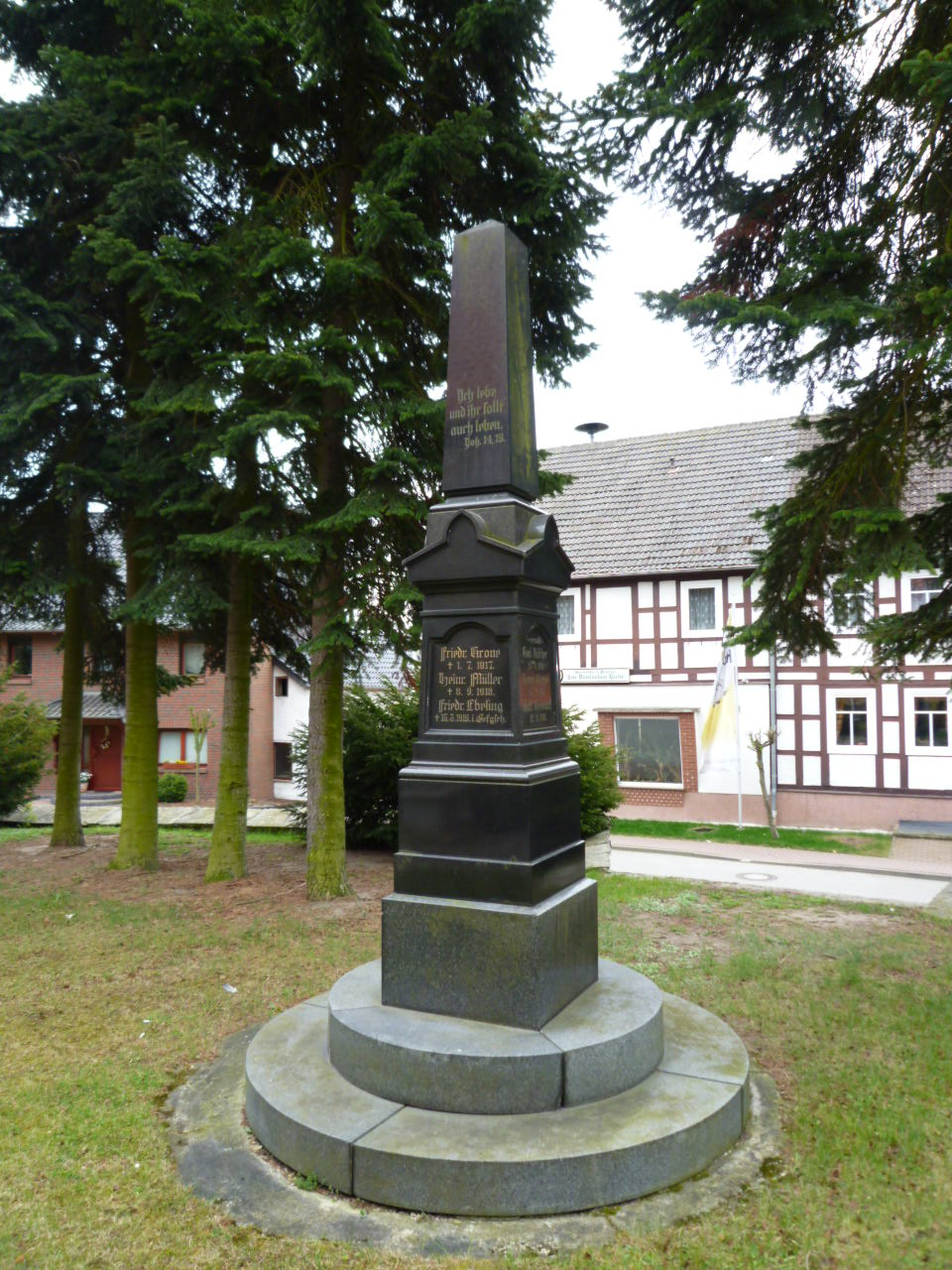
Kriegerdenkmal (Erster Weltkrieg)

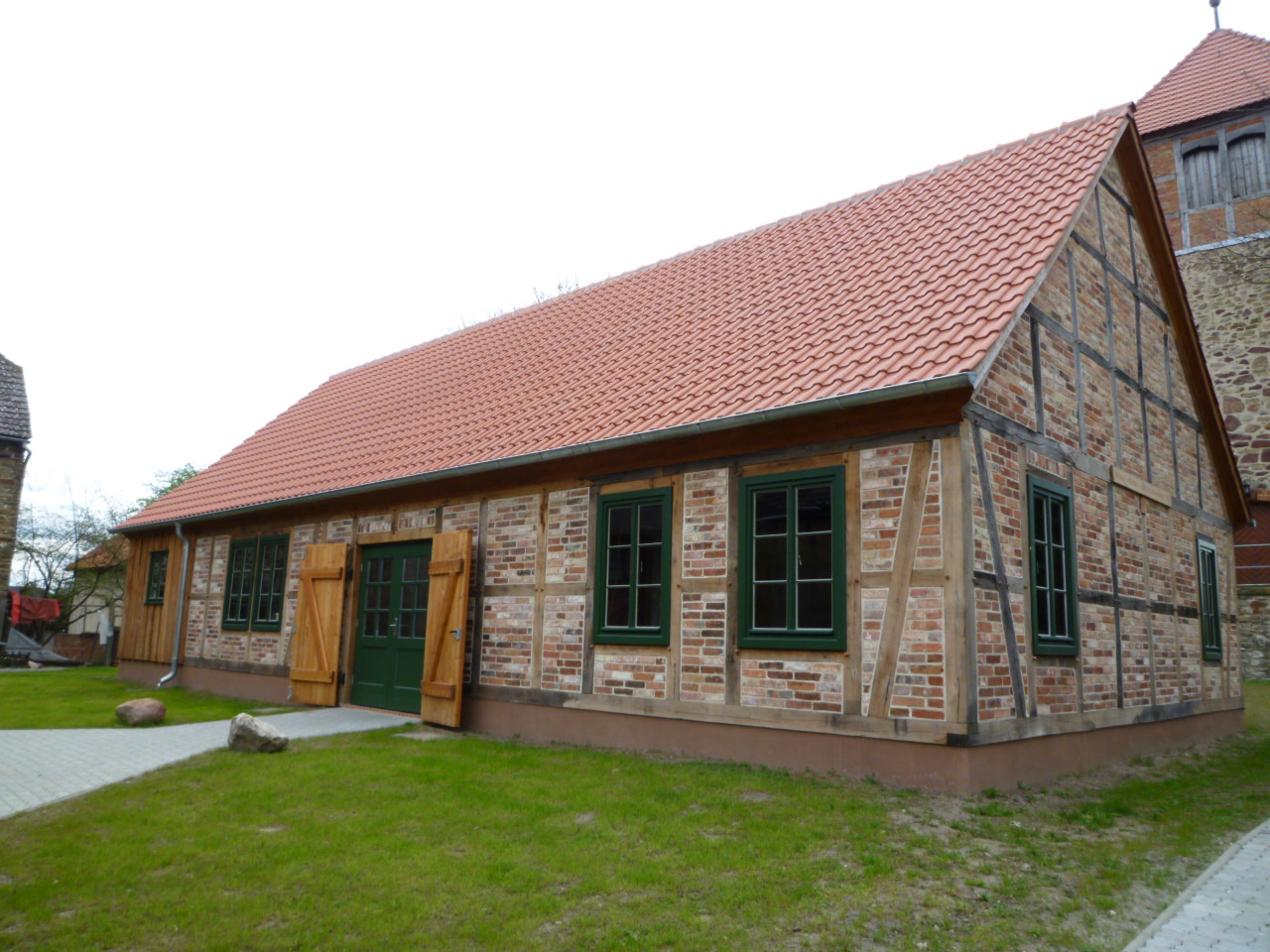
Geschichtswerkstatt

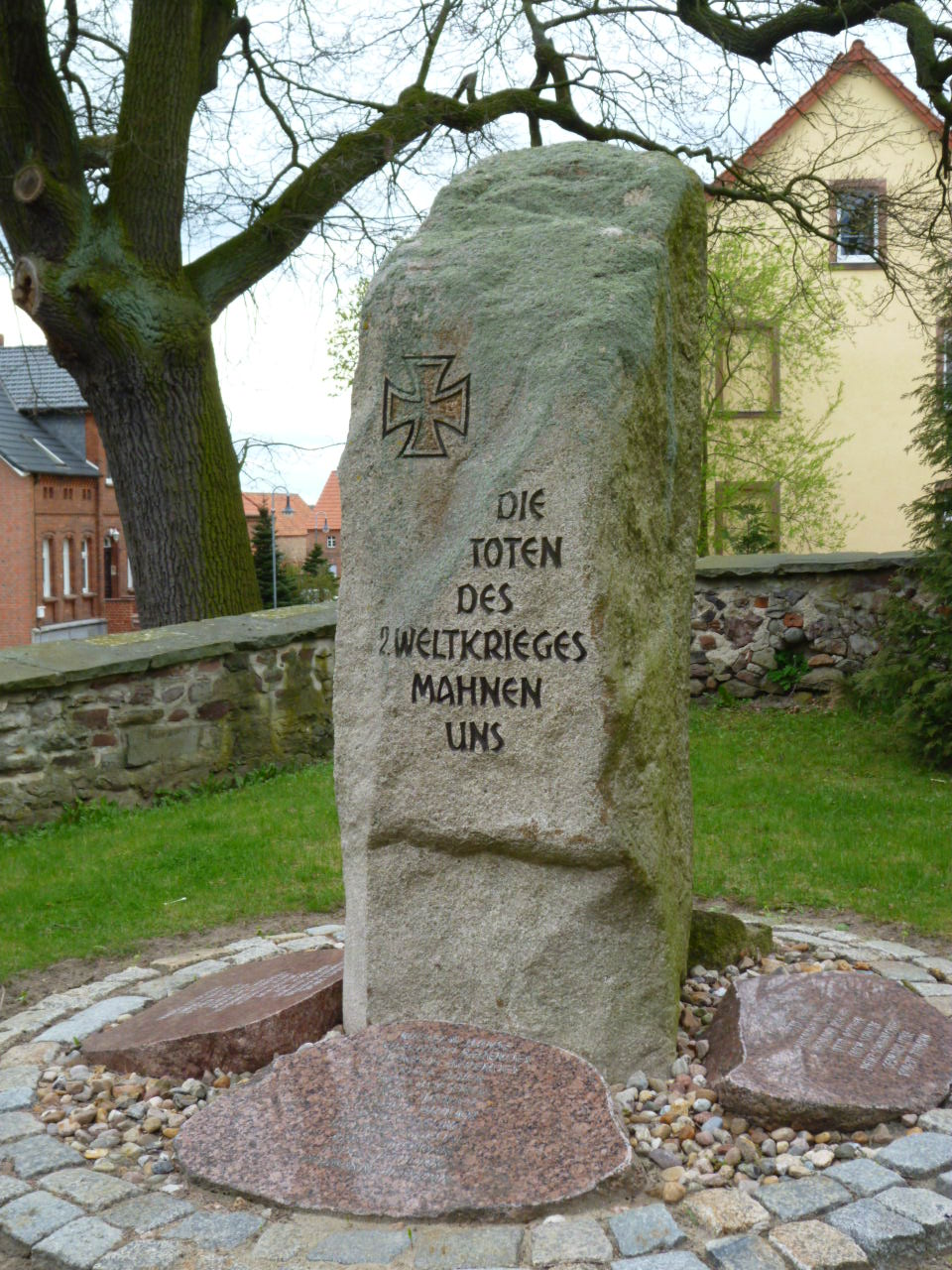
Kriegerdenkmal (Zweiter Weltkrieg)

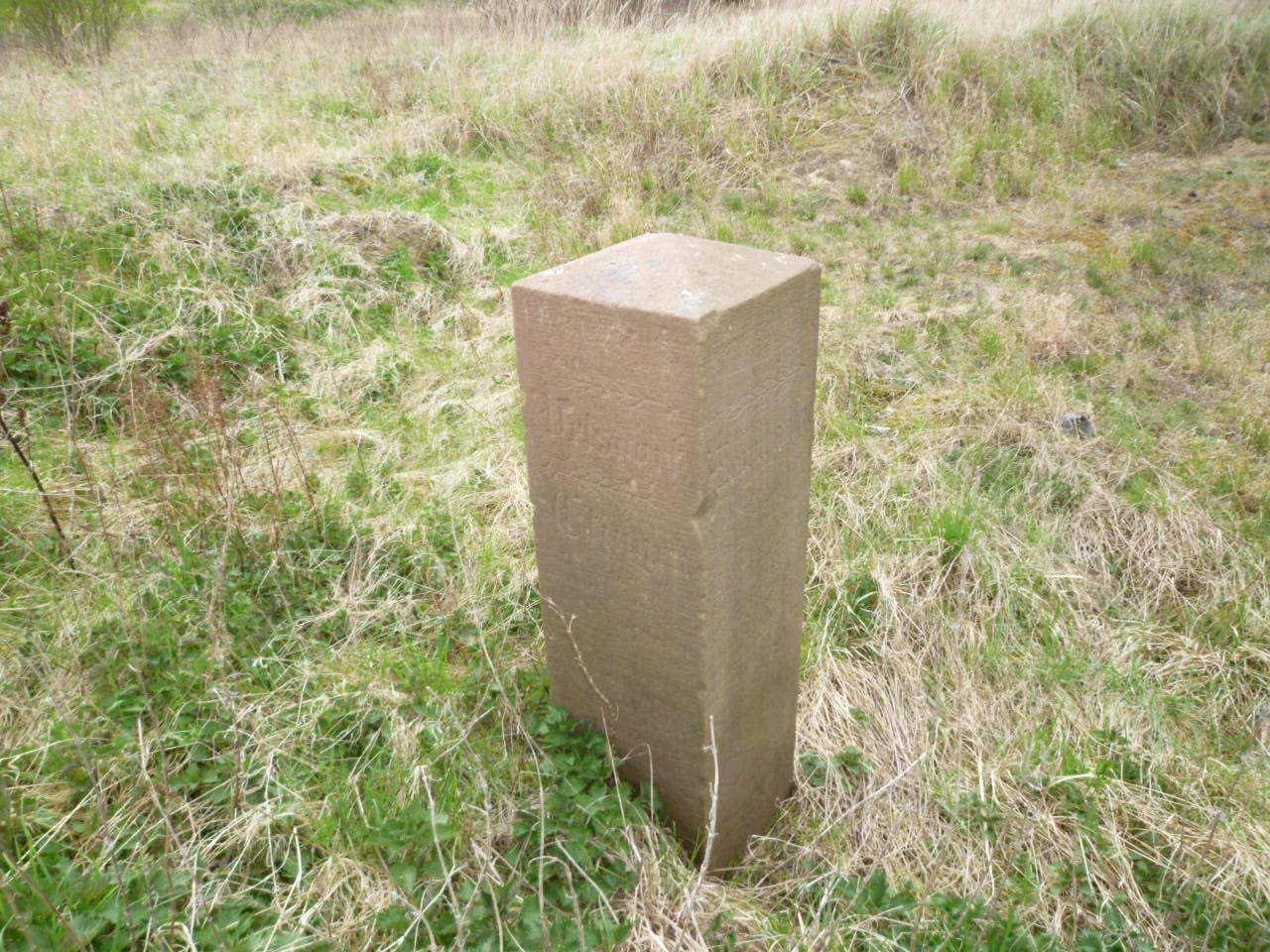
Wegweiser

Wegenstedt war bis um 950 Sitz eines Grafen Lestein.
Das ältere, hufeisenförmige Unterdorf entstand im Rahmen der planmäßigen deutschen Ostkolonisation nach dem Wendenaufstand in der Mitte des 12. Jahrhunderts. Aus dieser Zeit wurden Überreste eines Burgturms gefunden. Auch die ursprünglich kleinere, romanische Dorfkirche Wegenstedt entstand in dieser Zeit. Urkundlich wurde der Ort erstmals 1311 als Wedingestede im Halberstädter Lehnsregister erwähnt. Unweit von Wegenstedt lag einst in östlicher Richtung, auf der Landstraße zu Calvörde, das nun wüste Dorf Andorf. Seine letzten Einwohner ließen sich in Wegenstedt nieder.
Im Ort gibt es Grabstätten für zwei namentlich bekannte Männer, einen Ukrainer und einen Franzosen, die während des Zweiten Weltkrieges nach Deutschland verschleppt und Opfer von Zwangsarbeit wurden.
Am 1. Januar 2010 schlossen sich die bis dahin selbstständigen Gemeinden Wegenstedt, Berenbrock (mit Elsebeck und Lössewitz), Dorst, Grauingen, Klüden, Mannhausen, Velsdorf und Zobbenitz mit dem Flecken Calvörde zur neuen Gemeinde Calvörde zusammen. 2011 feierte der Ort sein 700-jähriges Bestehen. Ab Herbst 2010 wird eine neue Kindertagesstätte am Wiesenweg gebaut. Der Kindergarten inklusive Schulhort wurde im Februar 2012 eingeweiht. 2011 gewann Wegenstedt einen dritten Platz beim Wettbewerb „Unser Dorf hat Zukunft“.

### Historische Flurnamen
Innerhalb der Gemarkung von Wegenstedt befinden sich zahlreiche historische Flurnamen, wie: Rackenberg, Sahlweide, Sahlberg, Wolpernkirche, Töpperbusch, Baerholz, Baerholzberg, Vor den Tannen, Springwiese, Klapperberg, Wennigenbreite, Lesteine, Ellembalken, Erdkuhle, Tonkuhle, Wischholz, Wildniß, Vorm Holte, Hagenberg, Holzplan, Hagen.

## Politik

### Bürgermeister
Der letzte Bürgermeister der Gemeinde Wegenstedt war Gerhard Reinecke.
Dieser gab das Amt des Ortsteilbeauftragten 2021 an Hartmut Sonnenschein ab.

### Wappen
Das Wappen wurde am 5. Januar 1996 durch das Regierungspräsidium Magdeburg genehmigt.
Blasonierung: „In Gold ein auf grünem Schildfuß schreitender schwarzer Hirsch mit roter Bewehrung.“
Das Wappen wurde nach einer früheren Bildvorlage von dem Magdeburger Kommunalheraldiker Jörg Mantzsch gestaltet.

## Wirtschaft und Infrastruktur

### Verkehr
Zur Bundesstraße 188, die Wolfsburg mit Stendal verbindet, sind es in nördlicher Richtung rund 14 Kilometer.
Wegenstedt liegt an der Bahnstrecke Glindenberg–Oebisfelde. Der Bahnhof Wegenstedt hatte noch bis zum Sommer 2009 Formsignale und eine von dort mechanisch bediente Schranke. Seitdem wird der Betrieb aus einer Steuerzentrale bedient. Bis 1966 fuhren Personenzüge der Kleinbahn Wegenstedt–Calvörde in das sechs Kilometer entfernte Calvörde.

### Bildung
Im Ort befindet sich eine Grundschule sie führt den Namen „Am Wald“.

### Kindertageseinrichtungen
„Spetzenpieper“ nennt sich die Kindertagesstätte in Wegenstedt. Im Jahr 2011 feierte der Kindergarten sein 60-jähriges Bestehen, 2012 wurde ein neuer Gebäudekomplex direkt an der Grundschule eingeweiht.

## Kultur und Sehenswürdigkeiten

### Sehenswürdigkeiten
- Dorfkirche Wegenstedt aus dem 18. Jahrhundert mit wesentlich älteren Fundamenten
- Fabrikantenvilla (Wegenstedt)
- Kriegerdenkmal (Erster Weltkrieg)
- Kriegerdenkmal (Zweiter Weltkrieg)
- Gedenkstein für Peter Schönecker
- Evangelischer Pfarrhof Wegenstedt
- Zahlreiche alte Grabsteine und Epitaphe
- Wegweiser bei der Kreisstraße 1136
- Samuel-Walther-Geschichtswerkstatt

## Söhne und Töchter des Ortes
- Franz Bölsche (1869–1935), Musiker und Komponist
- Samuel Walther (1679–1754), Schriftsteller, Pädagoge und Historiker